# Zázračný nos
Zázračný nos je slovenská televizní filmová pohádka z voňavkářského prostředí natáčená v koprodukci s Českou televizí. Premiéru v Česku měla na svatého Štěpána na Vánoce 2016, na Slovensku na Štědrý den.

## Příběh
Princeznu Dianu tlačí její otec do sňatku s vévodou Filipem, ale jí se tahle možnost nelíbí. I přes jeho nadbíhání pochybuje, že je jeho láska upřímná. Přijme proto nabídku kouzelníka a ten ji elixírem přivodí velký nos. Princezna pak ze zámku uteče kvůli navrácení své skutečné podoby a během cesty pozná pravou lásku.

## Kritika a hodnocení
V recenzi Aktuálně.cz dostala pohádka hodnocení 45 %. Pohádka podle recenze vyniká propracovaností režie a příběhu. Ve srovnání s pohádkami Slíbená princezna a Pravý rytíř, které byly v České televizi premiérově uvedeny těsně před Zázračným nosem, se o ní dá mluvit skoro jako o svébytném filmu. Má z těchto filmů nejbohatší výpravu co do zaplněnosti obrazu. Interiéry i exteriéry vypadají jako skutečná lokace a stylizace nejméně propadá kýči pohádek. Propracovaný scénář nepodřizuje postavy stereotypům, což je pozitivní, na druhou stranu je ale příběh příliš rozvinutý, což je největší problém pohádky. Příliš komplikované postavy s vlastní osobností, kterých není v pohádce málo, způsobují, že je velmi obtížné se v nich zorientovat a příběh je nepřehledný. Kromě princezny a parfumérského zloducha není možné postavy třídit na dobré a zlé, což je také pro diváka problém. Český dabing filmu nepadl. Pohádka tak podle recenze dokázala, že pohádka v českém či slovenském pojetí nedokáže být plnohodnotným filmem a že česká klasická pohádka už dnešní době nestačí.
Recenze serveru Eurozprávy.cz také srovnává film s ostatními dvěma pohádkami uvedenými v roce 2016, které podle ní Zázračný nos hravě překonává. Celkové hodnocení serveru je 50 %. Vytýká filmu ale řadu nedostatků. Film je jednotvárný, bez akce a svým způsobem nudný. Snímek je natočen vcelku obstojně, kvalitu mu ale sráží suché dialogy a nepovedený český dabing. Ten způsobuje, že film pro českého diváka vypadá uměle a nepřirozeně. Pozitivně ale zaujme komplexnost charakterů, která sice není vhodná pro dětského diváka, ale dospělý milovník pohádek se může probíjet matoucími, nicméně smysluplnými scénami a vzorci chování postav. Velmi se povedla kamera a kulisy a divák se kochá například jen záběry scenérie. Celkově přinesla pohádka hloubku a komplexnost, na druhou stranu nepřinesla energii, vtip a příjemný dojem.